# Груздь сосочковый
Груздь сосо́чковый (лат. Lactárius mammósus) — гриб рода Млечник (Lactarius) семейства Сыроежковые (Russulaceae). Условно-съедобен.

## Описание
- Шляпка ∅ 3—9 см, плоская или вогнутая с бугорком в центре, с подогнутыми краями, серовато-коричневая, сухая.
- Пластинки беловатые, частые, узкие, слабо нисходящие по ножке.
- Споровый порошок от белого до сероватого цвета. Споры 6,5 × 7,5 мкм, орнаментированные.
- Ножка ∅ 1—2 см, 3—7 см в высоту, цилиндрическая, гладкая, сначала выполненная, затем полая, одного цвета со шляпкой или светлее.
- Мякоть плотная, ломкая, беловатая, со слабым запахом кокоса.
- Млечный сок необильный, слабоострый, белый, окраску на воздухе не меняет.

## Экологияи распространение
Встречается в хвойных и смешанных и лиственных лесах на песчаной почве, группами.
Сезон: август-сентябрь.

## Сходные виды
- Млечник ароматный (Lactarius glyciosmus).

## Синонимы

### Латинские синонимы
- Agaricus mammosus Fr. ex Weinm., 1836
- Lactifluus mammosus (Fr.) Kuntze, 1891

### Русские синонимы
- Груздь крупный
- Млечник сосочковый
- Млечник крупный

## Пищевые качества
Условно съедобен, используется солёным.